# Sulake
Sulake es una empresa de juegos multijugador en línea originaria de Helsinki, Finlandia. Ha sido fundada por Sampo Karjalainen y Aapo Kyrölä en el año 2000. Sulake se dedica principalmente a la creación de mundos virtuales.
El primer proyecto de la compañía, Móviles Disco, fue creado con la intención de promover un grupo musical de hip-hop finlandés llamado Móviles en 1999. El sitió fue tan popular, que las salas del juego (en finlandés) se llenaban continuamente de extranjeros de casi todos los países, así que se vieron obligados a crear una versión internacional separada. Esto hizo que Karjalainen y Kyrölä hicieran maravillas para encontrar una manera de cómo financiar el proyecto. Sulake vendió el concepto a la gran compañía finlandesa de telecomunicaciones Elisa Oyj a través de la agencia de publicidad Taivas.
Karjalainen y Kyrölä crearon un juego en línea multijugador llamado Lumisota (Guerra de nieve). El juego tuvo más éxito y se asoció con Radiolinja, una empresa de telecomunicacaiones finlandesa, así que Elisa Oyj invirtió más dinero.
Sulake recibió encargos de clientes, como Disney's Virtual Magic Kingdom y CokeMusic, qué es ahora conocido como MyCoke. Karjalainen y Kyrölä ayudaron su clientes con estos proyectos, pero el principal proyecto de Sulake era Habbo Hotel.
En agosto del año 2000, Hotelli Kultakala (Hotel Pezdorado), que fue lanzado como parte de "Elisa's portal", que ahora es el Habbo Hotel de Finlandia.
Deloitte 'Technology Fast 500 EMEA' puso a Sulake como la duodécima tecnología en crecimiento más rápida de Europa.
En abril de 2007, Sulake adquirió Dynamoid Oy, la compañía que era dueña de IRC-Galleria.

## Historia
En marzo de 2011, Sulake mostró músculo al reportar un incremento del 20% de beneficios respeto a 2009. Siendo unos 56.2 millones de euros en ingresos y 1.6 millones de euros de beneficios.
En septiembre de 2011, Paul LaFontaine pasó a ser el nuevo CEO.
En febrero de 2012, la empresa inició un proceso de consolidación, pasando a cerrar 11 oficinas y despidiendo a un 25% de toda la plantilla.
En octubre de 2012, Sulake procedió a realizar una segunda oleada de 60 despidos.
En diciembre de 2012, Paul LaFontaine anunció su dimisión como CEO, pasando Markku Ignatius a ocupar su lugar.
En febrero de 2013, la empresa de telecomunicaciones Elisa anunció la adquisición de Sulake. A finales del mismo mes se convirtió en su máxima accionista con un 85% de las participaciones.
En abril de 2013, Antti-Jussi Suominen pasó a ser el CEO de Sulake. Abandonando en enero de 2017 la compañía para unirse a una startup bancaria.
En mayo de 2018, Elisa Oy vendió el 51% de las acciones de Sulake a la holandesa Orange Games.
El 26 de enero de 2021, Azerion (anteriormente Orange Games) se hizo con el 49% restante de la compañía tras 2 años siendo accionista mayoritaria. Durante este período, los beneficios se Sulake se incrementaron una media de un 46% al año.

## Proyectos
- Habbo Hotel

Es su principal producto, este con ganancias millonarias de más de 78.700.000 dólares (2011) en todo el mundo, El servicio fue lanzado en el año 2000, se ha llegado a expandir a 31 países y el servicio está disponible en 20 idiomas. El crecimiento de la red es tan grande que diariamente se unen más de 75.000 usuarios nuevos, se registran 9.500.000 visitantes únicos al mes y existen más de cien millones de cuentas creadas, la mayoría de estas, tienen lugar en el hotel (.ES), ya que está vinculado con la comunidad americana que se extiende por más de 11 países, siendo México el mayor contribuyente a esta cifra seguido por Chile y Argentina.
- Coke Music

La primera encarnación de un chat de ambiente dentro de "Coke Music" (ahora MyCoke), CokeStudios fue diseñado por Sulake. La versión más reciente (v2.x) de "CokeStudios" ha sido programada exclusivamente para operadores de "MyCoke's", StudioCom.
- Virtual Magic Kingdom

Era una idea para Disney creada por Sulake.
- The Wreck Room

Es un minijuego para Disney hecho para la promoción de su película Holes en 2003. El diseño del juego estaba basado en Habbo Hotel.
- Mini Friday

Fue un pequeño proyecto en pruebas dentro de una comunidad virtual que fue diseñada para usarse en teléfonos móviles, creado por Sulake en 2006 y dejó de estar disponible en 2010, al ser sustituido por Bobba Bar.
- Bobba Bar

Fue una comunidad virtual para teléfonos móviles y teléfonos inteligentes que sustituye al anterior proyecto Mini Friday. La aplicación estaba disponible para la plataforma iOS para iPhone, iPod Touch e iPad; Además para otros móviles como Samsung, Nokia y LG. Bobba Bar fue cerrado definitivamente en el año 2014.
- IRC-Galleria

Es la Web más grande basada en una comunidad virtual en Finlandia. Se fundó en diciembre de 2000 por "Tomi Lintelä" como una galería de fotos para usuarios finlandeses de Internet Relay Chat (IRC). En febrero de 2007, IRC-galleria tenía más de 400.000 usuarios registrados y 6 millones de imágenes.
- Lost Monkey

Es un videojuego, lanzado en septiembre del 2011; inicialmente creado para la plataforma iOS, para iPhone, iPod Touch, e iPad, pero posteriormente y por su gran demanda (Considerando que al terminar los 10 niveles del Juego, se puede transferir una mascota especial, y algunos Furnis de manera gratuita a su cuenta en Habbo Hotel) se abrió para la plataforma Android, dando posibilidades de ser jugado por más personas. El juego dejó de funcionar en el año 2014
- Niko

En enero del 2012, Sulake lanzó su segundo videojuego para plataformas móviles, el cual estaba solamente disponible solo para la plataforma iOS, para iPhone, iPod Touch, iPad. Un tiempo después lo activaron para plataforma Android.
En comparación a Lost Monkey, el videojuego no es completamente gratuito. La descarga sí lo es, pero el desbloquear el juego y terminarlo, tiene un costo extra. Sirve para al igual que Lost Monkey se podía transferir furnis y placas a una cuenta de Habbo.

## Historial administrativo
- Timo Soininen (agosto de 2001 - 14 de septiembre de 2011).
- Paul LaFontaine (15 de septiembre de 2011 - 1 de enero de 2013).[8]
- Markku Ignatius (2 de enero - 31 de marzo de 2013) (interino).[9]
- Antti-Jussi Suominen (1 de abril de 2013 - 9 de enero de 2017).[10]
- Mikael Gösta Rönnblad (10 de enero - 23 de mayo de 2017).[11]
- Jyrki Raine Juhani Arjanne (24 de mayo de 2017-presente)[11]

## Crisis de Habbo de 2012
En junio de 2012 la cadena privada británica Channel 4 hizo una indagación en el juego en la que descubrieron que había escenarios con explícito contenido sexual. Por más de dos meses, una reportera de este canal se infiltró en el juego haciéndose pasar como una joven. Según la reportera, en menos de 5 minutos ya otro usuario le había pedido que se mostrara y que le agregara en otras redes.
Esto ocasionó que Sulake silenciara a todos los usuarios de todos los Habbo hoteles en el mundo que tienen cobertura en más de 150 países. Paul LaFontaine junto al equipo de Sulake abrió una investigación para mejorar la seguridad del hotel. Aunque esto no es todo, los dos principales accionistas de Sulake, retiraron la totalidad de sus acciones en Sulake por lo sucedido (entre ellas, 3i), siendo así, que Sulake perdería un 29% de sus acciones.